# VIH/sida en Australia
El VIH/sida en Australia está identificado desde 1981 y ya no se considera un problema de salud pública, debido a la mantenida baja tasa de infección en comparación con el resto del mundo. El éxito se debe a que los organismos gubernamentales reconocieron y respondieron a la pandemia de VIH/sida con rapidez.
En julio de 2023 se estimaba que el 95% de las personas seropositivas recibían medicamentos antirretrovirales, sólo el 10% de los pacientes son mujeres y se cree que Australia será la primera gran nación territorial en erradicar la enfermedad para 2030. En 2022 la médica Sharon Lewin asumió como la actual presidenta, hasta 2024, de la Sociedad Internacional de SIDA.

## Historia

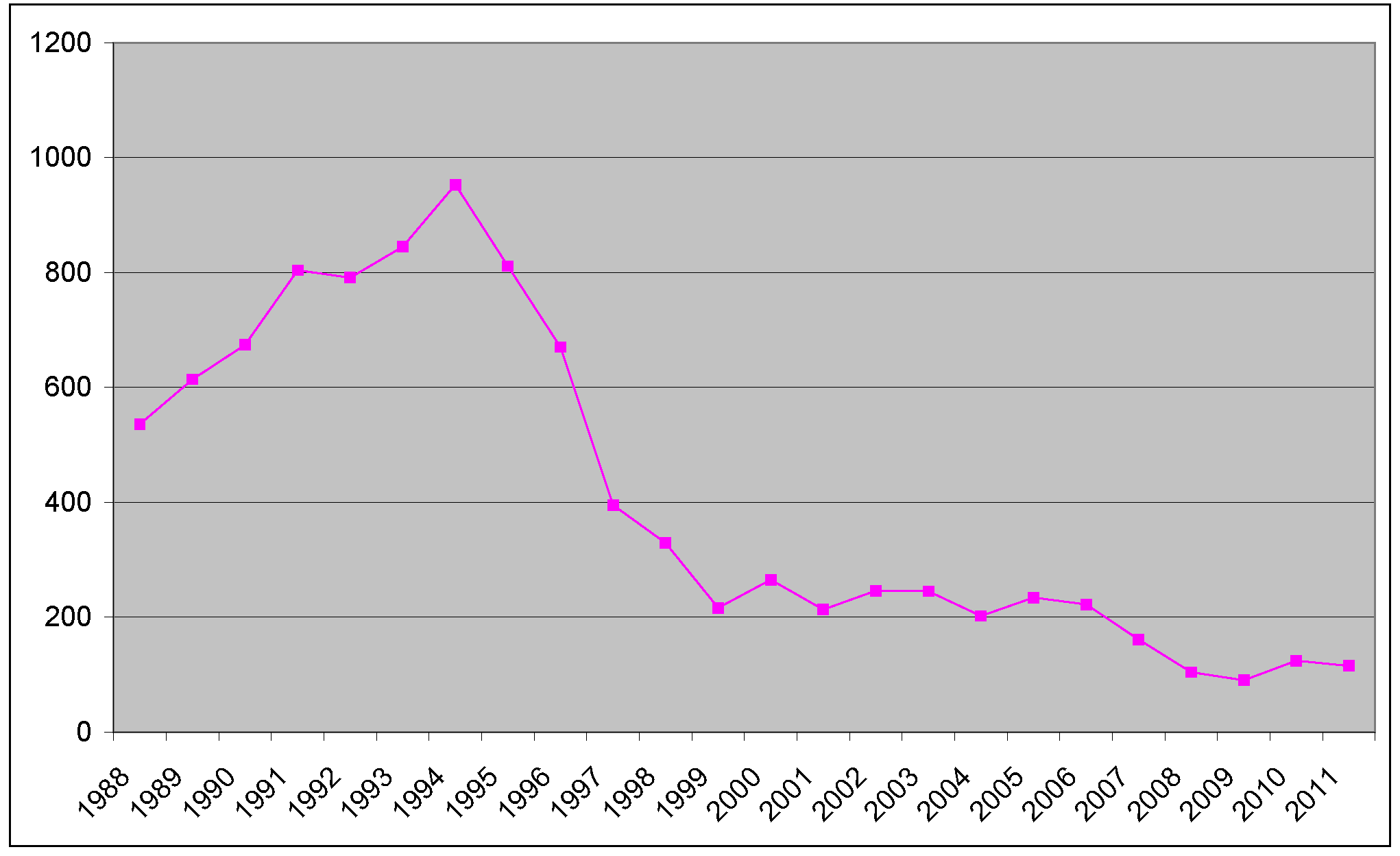
Diagnósticos positivos estimados por año en Australia, datos de avert.org

El primer caso del que se tiene registro data de 1981 y fue diagnosticado retrospectivamente en 1994, en un artículo del médico John Gerrard llamado «¿El primer caso de SIDA en Australia?: Pneumocystis carinii pneumonia en 1981» y publicado en el Medical Journal.

### Años 1980
Los primeros casos se diagnosticaron en Sídney en octubre de 1982 y la primera muerte australiana por sida se produjo en Melbourne en julio de 1983.
En los años 1980 el gobierno decidió financiar a organizaciones sociales, como las comunidades de gais, lesbianas y trabajadores sexuales, para que eduquen y luchen contra la histeria y la difamación pública hacia la nueva enfermedad; formándose las primeras asociaciones en 1983. Mientras que la salud pública recibió fuertes inversiones para generar medidas de prevención, como la implementación del programa de intercambio de jeringuillas.
No obstante, la serofobia fue fuerte en Australia y en 1985 el mundo conoció el caso de Eve van Grafhorst; una niña que contrajo la enfermedad al recibir una transfusión de sangre infectada y fue discriminada en su comunidad porque se temía que contagiara a otros niños, obligando a la familia a mudarse a Nueva Zelanda y generando el repudio de la Princesa Diana hacia los australianos.

### Años 1990
En 1992 murió el músico Peter Allen y se convirtió en la primera celebridad australiana fallecida por sida.
En 1994 el médico australiano David Cooper asumió la presidencia de la Sociedad Internacional de SIDA, fue reelegido en 1996 y es hasta hoy (2024) el único presidente reelecto. Su gobierno destacó por combatir la enfermedad en Asia y la coincidencia con el ingreso de la terapia antirretroviral, que ayudó a desarrollar.

### Años 2000
Para los años 2000 la propagación de la enfermedad se había limitado con cierto éxito, pero seguía planteando desafíos en Australia. La Fundación Bobby Goldsmith informó que casi la cuarta parte de las personas seropositivas vivían por debajo del umbral de pobreza, complicando las circunstancias de empleo y alojamiento un adecuado tratamiento.
El tiempo de supervivencia de las personas con VIH había mejorado gracias a la introducción de tratamientos con medicamentos antirretrovirales a fines de los años 1990, pero se producían bruscos aumentos y descensos en la tasa anual de contagios. Aunque seguían siendo bajos en comparación con los estándares mundiales, los contagios habían caído a 656 en 2000 y luego aumentó a 930 en 2005.
La transmisión, que era predominante en el grupo de hombres que tienen sexo con hombres, empezó a disminuir en una impresionante alta del sexo heterosexual y la salud pública respondió con la Quinta Estrategia Nacional de Australia contra el VIH/sida. El programa de 2005 invirtió fuertemente en campañas publicitarias sobre la educación sexual y la prevención de la transmisión, para finalizar «exitosamente» en 2008.

### Años 2010
En octubre de 2010 el periódico The Sydney Morning Herald informó que 21.171 australianos vivían con VIH. El 63% de los pacientes eran hombres que tienen sexo con hombres, el 44% heterosexuales y solo el 3% eran consumidores de heroína inyectada.
En 2014 la ciudad de Melbourne albergó la XX Conferencia Internacional sobre el Sida. En ella se esclareció el problema de las «células silenciosas» (infección latente), aquellas células infectadas por el VIH que hibernan y por lo tanto no pueden ser atacadas por los medicamentos.
En 2016 el gobierno y la Federación Australiana de VIH/sida (AFAO) anunciaron que la enfermedad ya no era una crisis de salud pública, dada la disminución del número de contagios anuales y la disponibilidad de tratamiento.

## Respuesta australiana al VIH/sida
La respuesta de la política sanitaria australiana al VIH/SIDA se ha caracterizado por surgir de las bases y no de arriba hacia abajo, y por implicar un alto grado de asociación entre partes interesadas gubernamentales y no gubernamentales. La capacidad de estos grupos para responder temprana y eficazmente fue fundamental para reducir las tasas de infección antes de que los programas de prevención financiados por el gobierno estuvieran operativos. La respuesta tanto de los gobiernos como de las ONG también se basó en el reconocimiento de que la acción social sería fundamental para controlar la epidemia de la enfermedad.
En 1987 se lanzó el anuncio televisivo Grim Reaper, donde aparecía la Parca lanzando una bola de bolos hacia un grupo de personas que se encontraban en el lugar de los bolos. Estos anuncios atrajeron mucha atención: fueron controvertidos cuando se publicaron y siguen considerándose una publicidad eficaz y pionera.
Se consideró que la voluntad del gobierno australiano de utilizar los principales medios de comunicación para transmitir un mensaje contundente a través de publicidad contribuyó al éxito de la gestión del VIH. Sin embargo, la campaña también contribuyó al estigma de quienes viven con la enfermedad, particularmente en la comunidad gay, un impacto que uno de los arquitectos del plan publicitario lamentó más tarde.
A mediados del decenio de 1980, los gobiernos australianos comenzaron a poner a prueba o apoyar programas que implicaban el intercambio de agujas para usuarios de drogas intravenosas. En ocasiones siguen siendo controvertidos, pero se dice que han sido cruciales para mantener baja la incidencia de la enfermedad, además de ser extremadamente rentables.
El VIH/sida rápidamente se convirtió en un problema más grave para varios países de la región alrededor, especialmente Papúa Nueva Guinea y Tailandia, que dentro de la propia Australia. Esto llevó a los gobiernos y organizaciones no gubernamentales australianos a poner un énfasis cada vez mayor en las iniciativas internacionales, particularmente dirigidas a limitar la propagación de la enfermedad. En 2000, el gobierno australiano introdujo un bono de $200 millones de dólares en un programa de prevención destinado al Sudeste Asiático. En 2004 esta cantidad se incrementó a $600 millones de dólares durante los seis años hasta 2010. Las organizaciones no gubernamentales australianas como AIDS Trust también participan en los esfuerzos internacionales para combatir la enfermedad.

## Legislación
En respuesta a los riesgos de transmisión del VIH, algunos gobiernos (por ejemplo, Dinamarca) aprobó una legislación diseñada específicamente para criminalizar la transmisión intencional del VIH. Australia no ha promulgado leyes específicas, ha habido un pequeño número de procesamientos bajo las leyes estatales existentes, con cuatro condenas registradas entre 2004 y 2006.
El caso de Andre Chad Parenzee, condenado en 2006 y apelado sin éxito en 2007, atrajo una amplia atención de los medios de comunicación como resultado del testimonio experto de un físico médico de Australia Occidental de que el VIH no conducía al SIDA.
En febrero de 2008, Héctor Smith, de 41 años, un prostituto del Territorio de la Capital Australiana que es VIH positivo, se declaró culpable ante el Tribunal de Magistrados de ACT de proporcionar un servicio sexual comercial sabiendo que estaba infectado con una enfermedad de transmisión sexual (ITS) y no registrarse como trabajador sexual Según la ley ACT, es ilegal proporcionar o recibir servicios sexuales comerciales si la persona sabe, o se puede esperar razonablemente que sepa, que está infectada con una infección de transmisión sexual (ITS).
En enero de 2009, Michael Neal, un hombre de Melbourne, fue encarcelado durante 18 años (con una pena mínima de trece años y nueve meses) por infectar deliberadamente e intentar infectar a sus parejas sexuales con el VIH sin su conocimiento, a pesar de las múltiples advertencias del Departamento de Servicios Humanos de Victoria.

### Discriminación
En 1992 el gobierno australiano declaró ilegal la discriminación contra una persona por su estado de salud, incluido el hecho de tener VIH/SIDA. Sin embargo, a las personas VIH positivas todavía se les pueden negar visas de inmigración con el argumento de que su tratamiento requiere recursos limitados y es una carga para los contribuyentes. Para poner fin a la discriminación por VIH en Queensland y Australia en general, existe un plan para crear conciencia y educar a la población local sobre el VIH para 2020. Este programa cuenta con el apoyo del gobierno, así como de muchas organizaciones educativas y de voluntariado. El objetivo principal del programa es educar a la gente sobre el VIH, ya que ayudará a prevenirlo y detener la discriminación por VIH en la zona.

### Donaciones de sangre
Australia fue uno de los primeros países en realizar pruebas de detección de anticuerpos contra el VIH en todos los donantes de sangre, desde marzo de 1985 se han realizado pruebas de detección de toda la sangre transfundida  Esto no fue antes de que la infección se propagara a través de sangre contaminada, lo que dio lugar a casos legales en la década de 1980 sobre si las pruebas de detección se habían implementado adecuadamente. Una cuestión destacada en el curso de esas acciones fue la impugnación de los litigios médicos bajo estatutos de prescripción . Una condición médica como el VIH, que puede permanecer latente o sin diagnosticar durante un largo período de tiempo, sólo puede surgir una vez transcurrido el plazo para el litigio, lo que impide el examen de la responsabilidad médica. Las preocupaciones sobre la integridad del suministro de sangre resurgieron tras un caso de infección por VIH por transfusión en Victoria en 1999. Esto llevó a la introducción de nuevas pruebas de detección de sangre, que también mejoraron la detección de la hepatitis C.
Los hombres homosexuales han tratado de donar sangre para ayudar a aumentar el suministro de sangre de Australia, diciendo que este voluntariado ayudaría, a su vez, a reducir la discriminación hacia las personas LGBT. El Servicio de Sangre de la Cruz Roja Australiana ha manifestado su preocupación por la posible transmisión del VIH y ha señalado que son receptivos a una reducción del período de aplazamiento. Desde el 31 de enero de 2021, el período de aplazamiento dentro de Australia se redujo de 1 año a 3 meses para las personas que no toman PrEP. Aquellos que toman PrEP todavía deben aplazarla durante 12 meses, incluidos los HSH y las mujeres que tienen relaciones sexuales con HSH.

## Mujeres seropositivas
A finales de 2021, se estimaba que había 3.360 mujeres que vivían con el VIH, o el 12% de todas las personas que vivían con el VIH.  En 2013, la edad media de diagnóstico para las mujeres fue de 30 años. Los motivos para realizarse el análisis de sangre del VIH se dividen en tres circunstancias. En primer lugar, el 30,2% de las personas enferman físicamente, el 17,1% de las parejas de las personas dieron positivo por lo que accedieron a asistencia médica y en tercer lugar, el 12,9% de las personas se hicieron la prueba debido a la exposición a un episodio de gran riesgo.

### Riesgo de contagio
La forma más común de transmisión del VIH es a través de la sangre, el semen, la preeyaculación, el moco rectal, los fluidos vaginales y la leche materna. Por lo tanto, las mujeres deben tener mucho cuidado al realizar actividades sexuales y al quedar embarazadas. A menudo, los comportamientos que llevan a las mujeres a contraer el virus del VIH incluyen tener relaciones sexuales dentro de una relación heterosexual con alguien que ya tiene VIH/SIDA, usar drogas por vía intravenosa o recibir productos sanguíneos infectados.

### Estigma asociado hacia las mujeres con VIH/sida
La asociación con el VIH/SIDA en Australia está en gran medida ausente entre la población general. Así, en 2009, el 73,6% de las mujeres diagnosticadas con VIH/SIDA reportaron revelación no deseada de su estado de salud debido a la falta de conciencia y conocimiento sobre la enfermedad. Esto se debió a la gran cantidad de estigma asociado con el diagnóstico de VIH. Los problemas emocionales y psicológicos de las madres embarazadas en Australia son extremadamente elevados. Al 42% de las mujeres diagnosticadas con VIH/SIDA también se les diagnostica una condición de salud mental debido a los duros efectos del estigma que surge en torno a tales circunstancias. El estigma asociado con el diagnóstico de VIH en las mujeres a menudo implica la evocación de suposiciones de que estas mujeres son consideradas parte de la industria del comercio sexual, son homosexuales o consumidoras de drogas intravenosas.

## Investigación y sensibilización
El Mardi Gras de Sydney, uno de los desfiles callejeros y eventos de gais y lesbianas más grandes del mundo, tiene el VIH/SIDA como tema importante y es uno de varios caminos por los que continúa el sector no gubernamental en Australia. para abordar la enfermedad.
Los investigadores australianos han participado activamente en la investigación del VIH/SIDA desde principios de los años 1980. La organización de investigación más destacada es el Instituto Kirby (anteriormente Centro Nacional de Epidemiología e Investigación Clínica del VIH), con sede en la Universidad de Nueva Gales del Sur, considerada una institución de investigación líder a nivel internacional y receptora de una de las primeras subvenciones del proyecto de ley . & Fundación Melinda Gates fuera de Estados Unidos. El Centro se centra en epidemiología, investigación clínica y ensayos clínicos. También elabora los informes anuales de vigilancia nacional de la enfermedad. En 2006, el Centro recibió algo menos de 4 A$ millones de dólares en financiación del gobierno de la Commonwealth, así como varios millones de dólares de financiación de fuentes tanto públicas como de la industria farmacéutica.
Las investigaciones han identificado el moco anal como un portador importante del virus del VIH, siendo el riesgo de infección por VIH después de un acto de sexo anal receptivo sin protección aproximadamente 20 veces mayor que después de un acto de sexo vaginal sin protección. Se han identificado y promovido estrategias de reducción de riesgos para el sexo anal para reducir la probabilidad de transmisión.

### XX Conferencia Internacional sobre el Sida (2014)
Del 20 al 25 de julio de 2014, Melbourne, Australia, fue sede de la XX Conferencia Internacional sobre el sida. Entre los oradores se encontraban Michael Kirby, Richard Branson y Bill Clinton. El enfoque de Clinton fue el tratamiento del VIH y pidió mayores niveles de provisión de tratamiento en todo el mundo; en una entrevista durante la conferencia, Kirby se centró en cuestiones legales y su relación con los costos de los medicamentos y los grupos vulnerables; concluyó pidiendo una investigación internacional.
Branson, Comisionado Mundial sobre Drogas en el momento de la conferencia, destacó la importancia de despenalizar el uso ilícito de drogas inyectables para la prevención del VIH y, hablando en términos globales, afirmó que «estamos usando demasiado dinero y demasiados recursos preciosos en encarcelamiento».
La Sociedad Internacional de SIDA confirmó que seis pasajeros a bordo del vuelo 17 de Malaysia Airlines derribado sobre Ucrania murieron. Los seis delegados fueron reconocidos durante la conferencia en el evento Vigilia a la luz de las velas.

## Tratamiento disponible
La infección por VIH ahora es tratable se puede vivir una vida casi normal, siempre que continúen tomando un régimen de medicamentos antirretrovirales. El 95% de los pacientes estaban recibiendo tratamientos antirretrovirales.
Desde 2018 el gobierno australiano subvenciona la PrEP a través del Plan de Beneficios Farmacéuticos, costando $40 por mes para los beneficiarios elegibles.